# Núrio Fortuna
Núrio Domingos Matias Fortuna w skrócie Núrio Fortuna (ur. 24 marca 1995 w Luandzie) – angolski piłkarz grający na pozycji lewego obrońcy. Od 2020 jest zawodnikiem klubu KAA Gent.

## Kariera piłkarska
Swoją karierę piłkarską Fortuna rozpoczynał w juniorach takich klubów jak: Núcleo Sintra (2005-2007), SL Benfica (2008), Real Massamá (2008-2011), Sporting CP (2011-2012) oraz SC Braga (2012-2013). W 2013 roku zaczął grać w rezerwach Bragi w Segunda Liga, a 9 lutego 2014 zadebiutował w pierwszym zespole w Primeira Liga w wygranym 4:1 domowym meczu z Gil Vicente FC. W sezonie 2014/2015 i 2015/2016 ponownie był członkiem zespołu rezerw.
Latem 2016 roku Fortuna został wypożyczopny do cypryjskiego AEL Limassol. Swój debiut w nim zaliczył 21 sierpnia 2016 w wygranym 1:0 domowym spotkaniu z Anagennisi Derinia. W zespole AEL spędził jeden sezon.
W 2017 roku Fortuna przeszedł na zasadzie wolnego transferu do belgijskiego Royalu Charleroi. 29 lipca 2017 zadebiutował w nim w belgijskiej ekstraklasie w zwycięskim 1:0 domowym meczu z KV Kortrijk. Zawodnikiem Charleroi był przez trzy lata.
1 lipca 2020 roku Fortuna został zawodnikiem KAA Gent, do którego trafił za kwotę 6 milionów euro. W barwach Gent zadebiutował 30 sierpnia 2020 w wygranym 1:0 domowym spotkaniu z KV Mechelen.
| Sezon   | Klub            | Kraj       | Rozgrywki                 | Mecze | Gole |
| ------- | --------------- | ---------- | ------------------------- | ----- | ---- |
| 2013/14 | SC Braga        | Portugalia | Primeira Liga             | 6     | 0    |
| 2013/14 | SC Braga B      | Portugalia | Segunda Liga              | 19    | 0    |
| 2014/15 | SC Braga        | Portugalia | Primeira Liga             | 1     | 0    |
| 2014/15 | SC Braga B      | Portugalia | Segunda Liga              | 33    | 0    |
| 2015/16 | SC Braga B      | Portugalia | Segunda Liga              | 35    | 1    |
| 2016/17 | AEL Limassol    | Cypr       | Protathlima A’ Kategorias | 33    | 0    |
| 2017/18 | Royal Charleroi | Belgia     | Eerste klasse A           | 27    | 0    |
| 2018/19 | Royal Charleroi | Belgia     | Eerste klasse A           | 29    | 1    |
| 2019/20 | Royal Charleroi | Belgia     | Eerste klasse A           | 28    | 1    |
| 2020/21 | KAA Gent        | Belgia     | Eerste klasse A           | 26    | 1    |

## Kariera reprezentacyjna
W reprezentacji Angoli Fortuna zadebiutował 6 września 2019 w wygranym 1:0 meczu eliminacji do MŚ 2022 z Gambią, rozegranym w Bakau.